# Leimbach, Ahrweiler
Leimbach là một đô thị thuộc huyện Ahrweiler, bang Rheinland-Pfalz, phía tây nước Đức. Đô thị Leimbach, Ahrweiler có diện tích 15,65 km², dân số thời điểm ngày 31 tháng 12 năm 2006 là 532 người.